# بوريس اليكسوفيتش فدشنكو
بوريس اليكسوفيتش فدشنكو (1872-1947) (بالإنجليزية: Boris Alexjewitsch Fedtschenko)‏ هو عالم نبات روسي.